# Haza Párt
A Haza Párt (teljes hivatalos nevén „Haza” Összoroszországi Politikai Párt; oroszul: Всероссийская политическая партия «Родина) parlamenti képviselettel rendelkező párt Oroszországban. A párt vezetője Alekszej Alekszandrovics Zsuravljov.